# Stiphropus lugubris
Stiphropus lugubris är en spindelart som beskrevs av Carl Eduard Adolph Gerstäcker 1873. Stiphropus lugubris ingår i släktet Stiphropus och familjen krabbspindlar. Inga underarter finns listade i Catalogue of Life.